# ناحیه الرواشد
ناحیه الرواشد (به عربی: دائرة الرواشد) یک ناحیه در الجزایر است که در استان میله واقع شده‌است.